# Kjærlighet og ærlighet 2
Kjærlighet og ærlighet 2 är ett musikalbum med Jan Eggum. Albumet är andra delen av en trilogi, utgiven som en markering av Eggums 60-års födelsedag i december 2011. Grappa Musikkforlag A/S lanserade albumet, en dubbel-CD, i augusti 2011.

## Låtlista
CD 1
1. "Begge deler finns" – 3:05
2. "Alt jeg ikke har" – 3:36
3. "Døden er en dårlig deal" – 4:24
4. "Mammas stolthet" – 3:12
5. "Vant til å lyge" – 4:00
6. "Pose og sekk" – 3:10
7. "Feigt igjen" – 2:07
8. "Ingen løfter" – 3:11
9. "I slekt" – 2:09
10. "Masken" – 3:57

CD 2
1. "Historien om de" – 3:39
2. "Jeg vet du vet" – 5:17
3. "Hva hadde du tenkt" – 4:42
4. "Eg må dra" – 4:57
5. "Berømt" – 4:24
6. "Min mor var hjemme" – 3:51
7. "Nesten forelsket" – 3:57
8. "Null respekt for penger" – 4:19
9. "Litt lenger" – 3:28
10. "Nøye seg med det" – 4:32

- Alla låtar skrivna av Jan Eggum.

## Medverkande
Musiker
- Jan Eggum – sång, gitarr, dragspel, orgel, synthesizer, körsång
- Knut Reiersrud – gitarr (på "Pose og sekk", "Jeg vet du vet", "Hva hadde du tenkt", "Berømt", "Litt lenger")
- Bjørn Kjellemyr – kontrabas (på "Begge deler finns", "Alt jeg ikke har", "Mammas stolthet", "Vant til å lyge", "Feigt igjen", "Ingen løfter", "I slekt", "Masken")
- Audun Erlien – basgitarr (på "Døden er en dårlig deal", "Pose og sekk", "Historien om de", "Jeg vet du vet", "Hva hadde du tenkt", "Eg må dra", "Berømt", "Min mor var hjemme", "Nesten forelsket", "Null respekt for penger", "Litt lenger", "Nøye seg med det")
- Bugge Wesseltoft – piano, orgel, dragspel (på "Begge deler finns", "Døden er en dårlig deal", "Historien om de", "Jeg vet du vet", "Hva hadde du tenkt", "Eg må dra", "Berømt, "Min mor var hjemme", "Nesten forelsket", "Null respekt for penger", "Litt lenger", "Nøye seg med det")
- Bendik Hofseth – piano, saxofon (på "Historien om de", "Nøye seg med det")
- Sverre Indris Joner – piano, trumprogrammering, dirigent, arrangement, percussion (på "Alt jeg ikke har", "Mammas stolthet", "Masken")
- Paolo Vinaccia – trummor (på "Alt jeg ikke har", "Døden er en dårlig deal", "Mammas stolthet", "Vant til å lyge", "Pose og sekk", "Ingen løfter", "Masken", "Historien om de", "Jeg vet du vet", "Hva hadde du tenkt", "Eg må dra", "Berømt", "Min mor var hjemme", "Nesten forelsket", "Null respekt for penger", "Litt lenger", "Nøye seg med det")
- Brynjar Lilleheim, Fredrik Otterstad – sång (tenor) (på "Pose og sekk", "Ingen løfter", "Nesten forelsket")
- Ida Margrete Rinde Sunde, Kristin Rinde Sunde, Torunn Østrem Ossum – sång (sopran) (på "Pose og sekk", "Ingen løfter", "Nesten forelsket")
- Christian Ranke, Eilert Egil Taugbøl Hasseldal, Øystein Fevang – sång (bas) (på "Pose og sekk", "Ingen løfter", "Nesten forelsket")
- Cecilie Due, Karoline Wallace, Ofelia Østrem Ossum – sång (alt) (på "Pose og sekk", "Ingen løfter", "Nesten forelsket")
- Lars Erik Gudim – dirigent, arrangement, congas (på "Begge deler finns", "Døden er en dårlig deal")
- Helge Sunde – klockespel, arrangement (stråkinstrument), dirigent (på "Vant til å lyge", "Pose og sekk", "Ingen løfter", "Nesten forelsket")
- Eivind Buene – dirigent, arrangement (stråkinstrument) (på "Feigt igjen", "I slekt")
- Eileen Siegel – violin (på "Begge deler finns", "Døden er en dårlig deal", "Feigt igjen", "I slekt")
- Silje Haugan – violin (på "Begge deler finns", "Døden er en dårlig deal")
- Bendik Bjørnstad Foss – viola (på "Begge deler finns", "Døden er en dårlig deal")
- Stig Ove Ose – viola (på "Begge deler finns", "Alt jeg ikke har", "Døden er en dårlig deal", "Mammas stolthet", "Vant til å lyge", "Feigt igjen", "Ingen løfter", "I slekt", "Masken")
- Sigrun Eng – cello (på "Begge deler finns", "Døden er en dårlig deal")
- Åshild Breie Nyhus – violin (på "Vant til å lyge", "Ingen løfter")
- Jakob Dingstad – viola (på "Feigt igjen", "I slekt")
- Harald Aadland – violin (på "Alt jeg ikke har", "Mammas stolthet", "Vant til å lyge", "Ingen løfter", "Masken")
- Øyvind Fossheim – violin (på "Alt jeg ikke har", "Mammas stolthet", "Feigt igjen", "I slekt", "Masken")
- Anders Rensvik – viola (på "Alt jeg ikke har", "Mammas stolthet", "Vant til å lyge", "Ingen løfter", "Masken")
- Hans Josef Groh – cello (på "Alt jeg ikke har", "Mammas stolthet", "Vant til å lyge", "Feigt igjen", "Ingen løfter", "I slekt", "Masken")
- Trude Eick – valthorn (på "Begge deler finns")
- Randi Krogvold Lundqvist – flöjt (på "Begge deler finns")
- Ingvill Hafskjold – klarinett (på "Begge deler finns", "Alt jeg ikke har", "Mammas stolthet", "Vant til å lyge", "Ingen løfter", "Masken")
- Trond Magne Brekka – flöjt (på "Alt jeg ikke har", "Mammas stolthet", "Vant til å lyge", "Ingen løfter", "Masken"
- Joar Jensen – mässinginstrument (på "Alt jeg ikke har", "Mammas stolthet", "Vant til å lyge", "Ingen løfter", "Masken"
- Nils Petter Molvær – trumpet (på "Eg må dra", "Null respekt for penger")

Produktion
- Jan Erik Kongshaug – musikproducent, ljudtekniker, ljudmix, mastering
- Øystein Fyxe – foto
- Mats Andersen – omslagsdesign